# أبنوسية
الأبنوسية أو الآبنوسِيّأت (الاسم العلمي: Ebenaceae) هي فصيلة من النباتات المزهرة التي تنتمي إلى رتبة الخلنجيات. وتشمل الأبنوس والكاكا من بين نحو 768 نوعا من الأشجار والشجيرات. تتوزع الفصيلة في جميع أنحاء المناطق المدارية والمعتدلة الدافئة من العالم. وهذه الفصيلة هي الأكثر تنوعا في الغابات الاستوائية في ماليزيا، الهند، أفريقيا الاستوائية وأمريكا الاستوائية.

## التصنيف
- الأبنوساوات
  - الخُرمال